# أندريه سوبيران
أندريه سوبيران (بالفرنسية: André Soubiran)‏ ولد في 29 يوليو 1910 بباريس وتوفى في 29 يوليو 1999، وهو طبيب وكاتب فرنسي.